# 亞舒旺特·辛哈
亞舒旺特·辛哈（Yashwant Sinha，1937年11月6日—）是印度行政人员和政治家人物。他从1990年到1991年在總理钱德拉·谢卡尔下担任财政部长，并从1998年3月到2002年7月在阿塔尔·比哈里·瓦杰帕伊总理手下再次担任财政部长。他还于2002年7月至2004年5月期间担任外交部长。 在他于2018年4月21日离开该党之前，他是印度人民党的高级领导人。 
2021年3月，他加入全印草根大會，但他于2022年6月离开，因为他被印度的聯合反對派选为2022年总统选举的总统候选人，並在隨後的選舉中敗選。